# Karoliina
Karoliina ist ein Vorname.

## Herkunft und Varianten
Der Name ist die weibliche finnische Form von Karl.
Finnische Verkleinerungsformen sind Iina und Liina.

## Bekannte Namensträgerinnen
- Karoliina Lundahl (* 1968), finnische Gewichtheberin
- Karoliina Rantamäki (* 1978), finnische Eishockeyspielerin
- Hilda Karoliina Utriainen (1843–1929), finnische Laienpredigerin und Visionärin